# Барбара Лоуренс Шевіл
Барбара Лоуренс Шевіл (англ. Barbara Lawrence Schevill, 1909—1997) — американська палеозоолог і теріолог, відома своїми дослідженнями псових, фоценових і ревунів. 

## Біографія
Вона закінчила приватний коледж Вассар у 1931 році, після чого поступила в Музеї порівняльної зоології Гарвардського університету, помічником директора Музей, д-ра Томас Барбора, і куратор ссавців, д-ра Алена Гловера. Вона організувала експедицію для збору зразків природної історії та вивчення кажанів на Філіппінах і Суматра в 1936 — 1937 роках. У 1838 році вийшла заміж за Вільяма Шевіла, який був бібліотекарем Музею порівняльної зоології й помічником куратора палеонтології безхребетних. Разом вони зробили перші наукові записи звуків кита. У 1952 році вона стала куратором ссавців, вийшла на пенсію в 1976 році. З 1960-х років до початку 1980-х років, пані Лоуренс опублікувала низку статей з теріології та зооархеології, у тому числі описи нових таксонів, таких як Alouatta pigra (вид мавпи-ревуна).